# San Francesco in adorazione del crocifisso
San Francesco in adorazione del crocifisso è un dipinto attribuito al Guercino, conservato nella Cattedrale di San Cetteo a Pescara.

## Analisi dell'opera
L'opera fu donata da Gabriele D'Annunzio nel 1929 alla nuova cattedrale di Pescara, i cui lavori cominciarono in quel periodo sul sito della chiesa antica. Il poeta stesso prelevò l'opera, donatagli negli anni '20, dal Vittoriale degli italiani, dove egli aveva allestito un ambiente dedicato a San Francesco nel quale era solito recarsi indossando un saio francescano, per espiare le proprie colpe.
Il quadro venne collocato nella cappella funeraria della cattedrale abruzzese che ospita la sepoltura della madre di D'Annunzio Luisa De Benedictis.
Si ritiene che il dipinto faccia parte di quelli commissionati al Guercino dal cardinale Fabrizio Savelli, Legato pontificio di Bologna tra il 1648 e il 1651: se tale ipotesi è corretta l'opera sarebbe stata eseguita nel 1649, anno cui risale il documentato rapporto di committenza tra il cardinal Savelli e il maestro centese. 
In ogni caso l'analisi stilistica dell'opera porta a collocare il dipinto pescarese negli anni della maturità del Guercino, quando egli si avviò verso una pittura dai toni dorati ed ispirata ai modelli del classicismo di Guido Reni, alla cui scomparsa il Barbieri, trasferitosi a Bologna poco dopo la morte del Reni, lo sostituì nel ruolo di capo-scuola della pittura bolognese. 
Nel dipinto è raffigurato il santo assisiate vestito con un saio lacero e genuflesso, rivolto con lo sguardo verso la croce in un atteggiamento di intima meditazione con il Signore. La rappresentazione figurativa eseguita dal Guercino è in contrasto con la teatralità barocca tipicamente seicentesca, che ha materializzato la figura del Poverello in un contesto angelico di grande efficacia sentimentale.